# Woodsia incisa
Woodsia incisa là một loài dương xỉ trong họ Woodsiaceae. Loài này được Gillies ex Hook. & Grev. mô tả khoa học đầu tiên năm 1830.
Danh pháp khoa học của loài này chưa được làm sáng tỏ. 